# Horch 15/45 PS
La Horch 15/45 PS Typ O21 era un'autovettura prodotta dal 1922 al 1923 dalla Casa automobilistica tedesca Horch.

## Storia e profilo
La 15/45 PS fu uno dei risultati del primo progetto completamente nuovo sviluppato dalla Horch nel primo dopoguerra. A quell'epoca, la situazione economica della Germania era tutt'altro che rosea: uscita sconfitta dalla prima guerra mondiale, dovette procedere a pagare i debiti di guerra e per di più, una fortissima inflazione stava tagliando il valore del denaro giorno dopo giorno, rendendo così molto difficile la vita sia alle aziende che ai singoli cittadini. La Horch, per non rischiare di investire eccessivamente, stava limitando a pochissimi dettagli gli aggiornamenti delle sue vetture, peraltro facenti parte di un listino obsoleto poiché costituito da modelli risalenti ai primi anni dieci del Novecento. Di quel primo periodo dopo l'armistizio fece così parte l'innalzamento del regime di rotazione dei motori di circa 200-400 giri/min che portò a sua volta ad un leggero incremento delle prestazioni e ad un leggero calo nei consumi. Insomma si migliorò il rendimento dei vecchi motori, alcuni dei quali erano ancora con testata non amovibile, un sistema utilizzato nei primi anni del secolo scorso, ma che dopo la guerra sarebbe risultato anacronistico.
Mancavano quindi il coraggio ed anche delle nuove idee su cui investire seriamente: tutto ciò, unito al fatto che invece altri marchi stavano invece portando avanti dei progetti più ambiziosi ed innovativi, rischiavano di mettere commercialmente fuori gioco la Horch, sennonché la Casa di Zwickau strinse un'alleanza commerciale con la Argus Motoren Gesellschaft. Quest'ultima era un'azienda di Berlino che durante gli anni '10 si era costruita una solida reputazione nell'ambito della produzione di motori aeronautici. Già in stretti rapporti con la Horch, la Argus si ritrovò al termine del conflitto nella posizione di non poter più continuare con tale attività, a causa delle restrizioni imposte alla Germania (e quindi al suo apparato industriale) dal Trattato di Versailles. Perciò la Argus decise di convertirsi alla produzione automobilistica e per far ciò entrò nel capitale della Horch, decisamente più esperta in tale ramo industriale. Al timone della Casa di Zwickau subentrò Moritz Straus, già dirigente all'interno della Argus. Questi varò immediatamente un deciso programma di rinnovamento della gamma Horch. Per concretizzare tale programma, Straus si avvalse di un fidato collaboratore, Arnold Zoller, un ingegnere svizzero dalle ottime credenziali. Questi si mise al lavoro per realizzare due motori di fascia differente, uno da 2.6 litri (che sarebbe divenuto il preferito di Straus per le sue soluzioini innovative) e l'altro da 3.9 litri.
Fu proprio l'unità di maggior cilindrata a venire impiegata per quella che sarebbe divenuta nota con il nome di 15/45 PS: lanciato nel 1922, questo modello era equipaggiato con uno dei nuovi motori di Zoller, un 4 cilindri in linea da 3900 cm³ (alesaggio e corsa pari a 91x150 mm) con distribuzione ad asse a camme laterale e potenza massima di 45 CV a 1800 giri/min. La 15/45 PS sfruttava il telaio a passo lungo della 18/50 PS, già risalente a prima della guerra, da cui ereditò l'impianto frenante a ganasce che agiva su albero di trasmissione e asse posteriore. Le sospensioni erano anch'esse di tipo tradizionale, con assale rigido e balestre semiellittiche. Il cambio era a 4 marce, ed era interfacciato al motore mediante una frizione conica con guarnizione d'attrito in cuoio. La 15/45 PS raggiungeva una velocità massima di 85 km/h e fu proposta nelle varianti di carrozzeria limousine e phaeton. Fu prodotta solamente per un anno in 130 esemplari, dopodiché sarebbe stata rimpiazzata dalla 10M25, ossia il modello equipaggiato con l'altro motore di Zoller, quello da 2.6 litri.